# گمینا چارنا (شهرستان وانگتسوت)
گمینا چارنا (شهرستان وانگتسوت) (به لهستانی:  Gmina Czarna) یک گمینا در لهستان است که در شهرستان وانگتسوت واقع شده‌است. گمینا چارنا ۷۸٫۱۱ کیلومتر مربع مساحت و ۱۱٬۱۷۷ نفر جمعیت دارد.